# Axel, der Held
Axel, der Held ist eine deutsche Filmkomödie von Hendrik Hölzemann aus dem Jahr 2019.

## Handlung
Axel, ein unscheinbarer junger Mann, lebt in einem kleinen Ort in der Altmark und träumt von Liebe und Freiheit. Alle Dorfbewohner sind arm und arbeiten tagsüber im Hühnerhof von Manne und gehen abends in das Spielcasino, das ebenfalls Manne gehört. Axel hat bei ihm Spielschulden, die er abarbeitet, indem er nebenbei als Hausmeister in Mannes Villa tätig ist. Dort trifft er seine große Jugendliebe Jenny, die allerdings auch in Mannes Schuld steht und deshalb von ihm als eine Art Zuchtsklavin gehalten wird, denn er will mit ihr ein Kind zeugen. Um der traurigen Wirklichkeit zu entfliehen, baut Axel in seiner Datsche die gesamte Siedlung als Papiermodell nach. In seiner Fantasiewelt ist er nun der Held des Dorfes und Jennys Retter.
Manne möchte seine Hühnerfarm vergrößern und braucht dazu das Grundstück von Axels verschrobenem Nachbarn Heiner. Der alte Mann, der wie Winnetou lebt und spricht, weigert sich aber standhaft zu verkaufen. Deshalb beauftragt Manne seine Handlanger das Problem zu lösen, und die töten Heiners einzige Henne, die er wie sein Haustier hielt. Darauf legt Heiner Kriegsbemalung an und macht sich auf den Weg zur Hühnerfarm. Dabei beobachtet ihn Axel und schließt sich ihm an. Gemeinsam öffnen sie die Türe und treiben, mit mäßigem Erfolg die Hühner ins Freie. Anderntags dringt Manne mit seinen Schergen in Axels Wohnung ein und zwingt ihn, durch Androhung einer Fingeramputation, Heiner zu verraten. Den bestraft der Despot, indem er ihm einen Finger abschneidet. 
Nachdem Axel seine Hand verbunden hat, raucht Heiner mit ihm ein Marihuana-Kalumet schwört ihm Freundschaft und erklärt das Kriegsbeil für ausgegraben. Mit Hilfe seiner Begabung gelingt es Heiner mit einer Jackpot-Serie Mannes sämtliche Spielautomaten auszuräumen. Das Geld schenkt er Axel, denn es ist ziemlich genau der Betrag, den dieser Manne schuldet. Als Manne davon erfährt, tobt er vor Wut. Mit neuem Selbstbewusstsein und guten Mutes bringt Axel die Münzsäcke zu ihm um sich endgültig freizukaufen. Wie er es in seinen Tagträumen gesehen hatte, fordert Manne ihn zu einem Spiel um Alles oder Nichts heraus und er geht darauf ein, weil er, im Falle seines Gewinns, Jenny frei bekäme. Ebenso wie in seinem Traum bekommt er einen Ass-Drilling, aber er wird – anders als geträumt – von Manne mit einem Flush übertrumpft. Das Unglück wird noch gesteigert als Jenny feststellt, dass sie schwanger ist, obwohl sie immer heimlich die Pille nahm. Der Tiefpunkt wird erreicht als auch noch Heiners Haus – mutmaßlich durch Brandstiftung – abbrennt.
Bei einem von Manne veranstalteten Dorffest muss Axel im Hühnerkostüm auftreten und Jenny wird gezwungen während Mannes Rede neben ihm auf der Bühne zu stehen. Als sie dagegen aufbegehrt, will der erzürnte Manne auf sie einschlagen. Im Reflex rutscht ihr heraus, dass sie schwanger sei. Da ruft Axel mit lauter Stimme Manne zu, dass das Kind aber nicht von ihm sei. Er reißt sich das Hühnerkostüm herunter, während Jenny von der Bühne eilt, um ihm in die Arme zu fliegen. Beide fliehen vom Marktplatz und wollen die Stadt verlassen. Vorher aber verabschiedet sich Axel noch von Heiner, der bei ihm wohnt, seit sein Haus abgebrannt ist. Aber Manne ist ihnen auf den Fersen und stellt sie mit gezogener Pistole, als sie das Haus verlassen. Auf Jennys Frage, ob er etwa vorhabe, sie zu erschießen, erwidert er, er wolle nur Axel töten. Um seine Entschlossenheit zu demonstrieren, will er zunächst Heiners neue Henne erschießen, die gerade aus dem Haus kommt. Heiner aber sieht, Dank seiner Gabe, dass die Kugel fehlgehen und als Querschläger in Axels Rücken einschlagen wird und stellt sich in die Flugbahn des tödlichen Abprallers. So kommt es, dass Manne versehentlich ihn erschießt. Sofort nach dem Schuss ergreift der Schütze die Flucht. Heiner verblutet in Axels Schoß. Er bittet ihn, ihn "am Ufer des Metsur Creeks" zu begraben. Mit seinen letzten Worten sagt er, dass er glücklich sei.
In den abschließenden Szenen sieht man, wie Axel Heiners Urne am Bachufer vergräbt und anschließend im VW-Bus mit seiner Jenny in den Sonnenuntergang fährt, während Manne in seiner Gefängniszelle zufrieden feststellt, dass er nun endlich seine Ruhe habe.

## Drehorte
Die Dreharbeiten erfolgten in den Orten Scheeren (alter Hähnchenhof), Cröchern, Magdeburg, Tangerhütte, Burgstall und Dahrenstedt.

## Rezeption
Die Zeitschrift Cinema urteilte: „[Hölzemanns] Film soll den Zuschauer ‚zum Lachen und zum Nachdenken‘ anregen. Doch nichts davon gelingt. Jugendliche werden mit der märchenhaften Erzählweise wenig anfangen können, und für Erwachsene ist der Film erst recht nichts. ‚Axel, der Held‘ erzählt eine Geschichte, die einen ratlos zurücklässt.“ Fazit: „Figuren aus dem Kinderfilm in einem Märchen für Erwachsene – wer, um alles in der Welt, soll sich diesen Quatsch ansehen?“